# Bisdom Coari
Het bisdom Coari (Latijn: Dioecesis Coaritana) is een rooms-katholiek bisdom met als zetel Coari, in Brazilië. Het bisdom is suffragaan aan het aartsbisdom Manaus.

## Geschiedenis
Het bisdom werd opgericht op 13 juli 1963, als de territoriale prelatuur Coari, uit delen van het aartsbisdom Manaus. Op 9 oktober 2013 werd het verheven tot bisdom. 

## Parochies
Het bisdom had in 2021 een oppervlakte van 103.388 km2 en telde 245.830 inwoners waarvan 84,4% rooms-katholiek was.

## Bisschoppen
- Mário Roberto Emmett Anglim (24 april 1964 - 13 april 1973)
- Gutemberg Freire Régis (21 oktober 1974 - 28 februari 2007)
- Joércio Gonçalves Pereira (28 februari 2007 - 22 juli 2009; coadjutor sinds 30 november 2005)
- Marek Marian Piatek (15 juni 2011 - heden)

Manaus (aartsbisdom) · Alto Solimões · Borba · Coari · Itacoatiara (territoriale prelatuur) · Parintins · Roraima · São Gabriel da Cachoeira · Tefé (territoriale prelatuur)